# Guam
Guam (/ˈɡwɑːm/ ⓘ; Chamorro: Guåhån [ˈɡʷɑhɑn]), tên chính thức là Lãnh thổ Guam, là một hải đảo nằm ở miền tây Thái Bình Dương và là một lãnh thổ có tổ chức nhưng chưa hợp nhất của Hoa Kỳ. Người Chamorros, cư dân bản thổ của Guam là nhóm người đầu tiên sinh sống tại hòn đảo khoảng 6.000 năm về trước. Guam là hòn đảo lớn nhất ở vị trí cực nam của Quần đảo Mariana. Thủ phủ của đảo là Hagåtña, trước đây viết là "Agana". Kinh tế của Guam chủ yếu dựa vào du lịch (đặc biệt là từ Nhật Bản, Hàn Quốc và Đài Loan) và các căn cứ quân sự của Hoa Kỳ.
Guam nằm về phía Tây của Hawaii cách đó 6298 km, về phía Đông của Philippines với khoảng cách 2058 km và 3400 km từ Bình Nhưỡng, Triều Tiên.

## Lịch sử
Nhà hàng hải người Bồ Đào Nha Ferdinand Magellan phụng lệnh Vua Tây Ban Nha phát hiện ra đảo Guam năm 1521 trong chuyến đi vòng quanh Trái Đất. Sau đó Tướng Miguel López de Legazpi nhân danh vua Tây Ban Nha đã đến Guam và tuyên bố chủ quyền năm 1565. Người Tây Ban Nha đặt nền cai trị thuộc địa Guam từ năm 1668 khi linh mục San Vitores sang Guam truyền giáo phổ biến đạo Công giáo. Lúc bấy giờ Guam cũng như toàn phần Quần đảo Mariana và Quần đảo Caroline phụ thuộc Philippines như một phần của xứ Đông Ấn thuộc Tây Ban Nha. Trong thời gian non 200 năm (1668-1815), Guam là trạm dừng chân quan trọng trên chặng hải hành của thương thuyền Tây Ban Nha từ México sang Philippines. Dưới sự cai trị của Tây Ban Nha, văn hóa Chamorro và các thổ dân nói chung chịu sự chi phối mạnh mẽ của văn hóa Tây Ban Nha.
Tây Ban Nha và Hoa Kỳ xung chiến vào cuối thế kỷ 19, kết quả là Tây Ban Nha nhượng đứt Philippines và Guam cho Hoa Kỳ năm 1898. Quần đảo Bắc Mariana thì Madrid bán cho Đức với giá 837.500 đồng vàng Đức. Hoa Kỳ từ đấy dùng đảo Guam làm trạm tiếp tế cho tàu chiến hải quân khi vượt đại dương đi lại sang Philippines.
Khi Chiến tranh thế giới thứ hai bùng nổ thì Quân đội Đế quốc Nhật Bản tiến chiếm ngày 8 tháng 12 năm 1941. Vì được dự đoán trước, Hoa Kỳ đã di tản phần lớn kiều dân khỏi đảo. Trước đó từ năm 1914 thời Chiến tranh thế giới thứ nhất Nhật đã tiếp thu Quần đảo Bắc Mariana từ Đức và cai trị chiếu theo hiệp định Ủy thác Nam Dương. Thổ dân Chamorro từ Quần đảo Bắc Mariana được Nhật đưa đến Guam làm thông dịch viên cho lực lượng chiếm đóng Nhật Bản. Trong khi đó dân Chamorro ở Guam thì bị liệt vào thành phần địch quân. Cũng vì sự kiện này mà sau chiến tranh, dân Chamorro ở Guam mang mối thù với thổ dân từ Bắc Mariana mặc dù cả hai đều là người Chamorro.
Trong suốt thời giam bị chiếm đóng 31 tháng, dân Guam bị quân Nhật bắt người thì lao dịch, kẻ thì bị giết hại, giam cầm, có khi ép buộc cả phụ nữ phục vụ sinh lý cho Quân đội Nhật dưới dạng mại dâm, nhiều gia đình ly tán. Theo cuộc điều tra của Quốc hội Hoa Kỳ năm 2004 thì trong gần ba năm Nhật chiếm đóng, có khoảng một nghìn người ở Guam bị giết.
Ngày 21 tháng 7 năm 1944 Hoa Kỳ mở cuộc tái chiếm Guam, giao tranh ác liệt. Nhật phải rút lui, bỏ cả Quần đảo Bắc Mariana.

### Sau đệ nhị thế chiến
Sau chiến tranh, Hoa Kỳ thông qua Đạo luật Tổ chức Guam 1950 nhằm thiết lập Guam như một lãnh thổ chưa hợp nhất của Hoa Kỳ. Đây là cơ chế pháp lý cai trị Guam, thiết lập guồng máy hành chính và trao quyền công dân Hoa Kỳ cho cư dân Guam. Thống đốc Guam được liên bang bổ nhiệm cho đến năm 1968, khi Đạo luật bầu cử thống đốc Guam cho phép bầu cử phổ thông chức vụ này . Vì Guam không phải là tiểu bang Hoa Kỳ, công dân Mỹ cư trú trên đảo Guam không được phép bỏ phiếu cho tổng thống và đại diện Quốc hội của họ là một thành viên không bỏ phiếu. Tuy nhiên, họ có quyền bỏ phiếu cho các đại biểu đảng trong các cuộc bầu cử sơ bộ của tổng thống.
Tháng Tư 1975 khi Sài Gòn thất thủ, Hoa Kỳ mở cuộc di tản bằng hàng không cũng như đường biển thì Guam được dùng làm chặng dừng chân đầu tiên của hơn 100.000 người Việt tỵ nạn đến đất Mỹ. Chính nơi này cũng là nơi con tàu Việt Nam Thương Tín cập bến vào Tháng Chín năm 1975 sau khi thoát khỏi Việt Nam từ Tháng Tư. Ngày 16 tháng 10 chính con tàu này đã làm cuộc hành trình về Việt Nam chở 1.546 người Việt muốn hồi hương.
Guam là nơi tạm trú của 111.919 người Việt tỵ nạn  trước khi chính phủ Liên bang Hoa Kỳ dàn xếp chuyển họ sang Bắc Mỹ định cư ở Hoa Kỳ.

## Địa lý

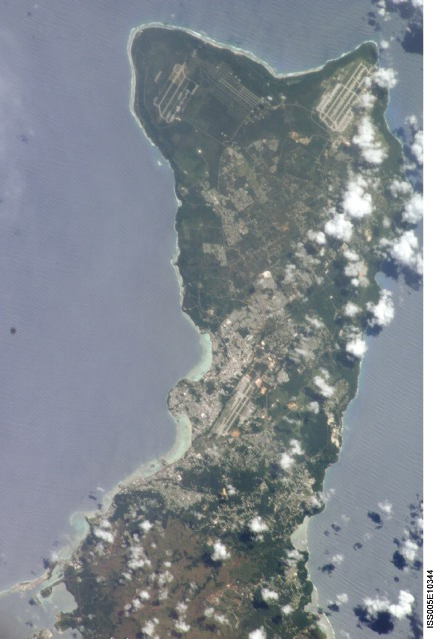
Phần phía bắc của Guam từ không gian

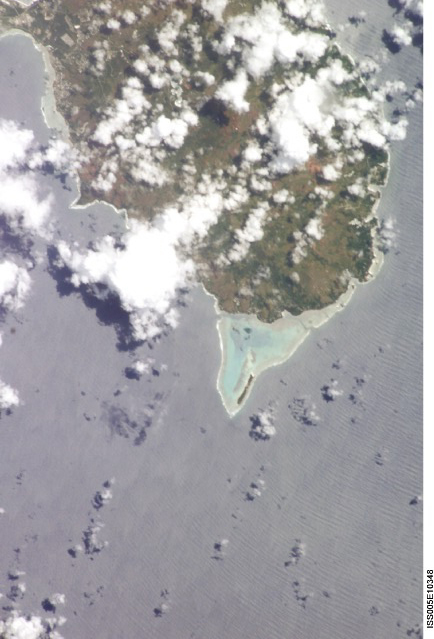
Phần phía nam của Guam từ không gian

Guam nằm ở vị trí 13.5° bắc 144.5° đông và có diện tích là 210 dặm vuông (544 km²). Nó là đảo cận nam nhất của Quần đảo Mariana và là đảo lớn nhất trong Quần đảo Micronesia. Chuỗi đảo này được hình thành bởi các mảng kiến tạo Thái Bình Dương và Philippines. Rãnh Mariana, một vùng bị quằn sâu, nằm bên cạnh chuỗi đảo về phía đông. Challenger Deep, điểm sâu nhất trên Trái Đất, ở phía tây nam của Guam có độ sâu khoảng 35.797 ft (10.911 mét). Điểm cao nhất tại Guam là Núi Lamlam cao 1.332 ft (406 m). Đảo Guam dài 30 dặm Anh (48 km) và rộng từ 4 dặm (6 km) đến 12 dặm (19 km). Thỉnh thoảng đảo bị động đất vì nó ở rìa phía tây của Mảng Thái Bình Dương và gần mảng Philippines. Trong những năm vừa qua, các trận động đất có trung tâm chấn động gần Guam có cường độ từ 5,0 đến 8,7. Không như núi lửa Anatåhan tại Quần đảo Bắc Mariana, Guam không phải là vùng núi lửa còn hoạt động. Tuy nhiên, vì hướng gió và gần Anatahan, các hoạt động núi lửa nhất là tàn tro đôi khi ảnh hưởng đến Guam.
Phần phía bắc của đảo có bình nguyên rừng với đất đá vôi và bờ đá san hô trong khi phía nam có những đỉnh núi lửa có thảo nguyên và rừng. Một bờ đá san hô bao quanh phần lớn đảo, trừ những nơi có vịnh cung cấp lối ra cho các con sông nhỏ và suối nước chảy từ các ngọn đồi xuống Thái Bình Dương và biển Philippines. Dân số của đảo tập trung nhiều nhất ở khu vực phía bắc và miền trung.

## Khí hậu
Khí hậu có nét nhiệt đới. Thời tiết thường nóng và rất ẩm và ít thay đổi nhiệt độ theo mùa. Nhiệt độ cao trung bình là 86°F (30°C) và nhiệt độ thấp trung bình là 74°F (24°C) với lượng mưa trung bình hàng năm là 96 inch (2.180 mm). Mùa khô kéo dài từ tháng 12 đến tháng sáu. Những tháng còn lại là mùa mưa. Tháng 1 và tháng 2 được xem là tháng mát nhất trong năm với nhiệt độ ban đêm khoảng từ 75 đến 70 °F và thông thường có độ ẩm thấp hơn. Tháng dễ có bão nhất là tháng 10 và tháng 11. Tuy nhiên chúng cũng có thể xảy ra quanh năm.
Trung bình có ba cơn bão nhiệt đới và một cơn bão lớn đi qua Guam trong vòng 180 hải lý (330 km) mỗi năm. Cơn bão có cường độ mạnh nhất đi qua Guam gần đây là Siêu bão Pongsona với sức gió gần trung tâm là 125 dặm một giờ đập vào Guam ngày 8 tháng 12 năm 2002 để lại sự tàn phá khủng khiếp. Từ sau Siêu bão Pamela năm 1976 các cấu trúc nhà cửa bằng gỗ đã được thay thế bằng các cấu trúc bê tông. Trong thập niên 1980, các cột điện bằng gỗ bắt đầu được thay thế bằng các cột chống bão bằng bê tông cốt thép. Trong thập niên 1990, nhiều chủ nhà và cơ sở thương mải đã lắp đặt các cửa chống bão.
| Tháng                                                    | 1           | 2           | 3           | 4           | 5           | 6           | 7           | 8           | 9           | 10          | 11          | 12          | Năm           |
| -------------------------------------------------------- | ----------- | ----------- | ----------- | ----------- | ----------- | ----------- | ----------- | ----------- | ----------- | ----------- | ----------- | ----------- | ------------- |
| Cao kỉ lục °F (°C)                                       | 94 (34)     | 93 (34)     | 93 (34)     | 96 (36)     | 94 (34)     | 95 (35)     | 95 (35)     | 94 (34)     | 93 (34)     | 93 (34)     | 92 (33)     | 91 (33)     | 96 (36)       |
| Trung bình ngày tối đa °F (°C)                           | 86.3 (30.2) | 86.3 (30.2) | 87.2 (30.7) | 88.4 (31.3) | 88.8 (31.6) | 88.8 (31.6) | 88.0 (31.1) | 87.5 (30.8) | 87.6 (30.9) | 87.9 (31.1) | 87.8 (31.0) | 86.8 (30.4) | 87.6 (30.9)   |
| Trung bình ngày °F (°C)                                  | 80.7 (27.1) | 80.5 (26.9) | 81.2 (27.3) | 82.5 (28.1) | 83.0 (28.3) | 83.1 (28.4) | 82.3 (27.9) | 81.9 (27.7) | 81.9 (27.7) | 82.2 (27.9) | 82.4 (28.0) | 81.6 (27.6) | 81.9 (27.7)   |
| Tối thiểu trung bình ngày °F (°C)                        | 75.2 (24.0) | 74.8 (23.8) | 75.3 (24.1) | 76.5 (24.7) | 77.3 (25.2) | 77.4 (25.2) | 76.5 (24.7) | 76.3 (24.6) | 76.1 (24.5) | 76.6 (24.8) | 76.9 (24.9) | 76.3 (24.6) | 76.3 (24.6)   |
| Thấp kỉ lục °F (°C)                                      | 66 (19)     | 65 (18)     | 66 (19)     | 68 (20)     | 70 (21)     | 70 (21)     | 70 (21)     | 70 (21)     | 70 (21)     | 67 (19)     | 68 (20)     | 68 (20)     | 65 (18)       |
| Lượng Giáng thủy trung bình inches (mm)                  | 3.96 (101)  | 3.78 (96)   | 2.35 (60)   | 2.84 (72)   | 4.28 (109)  | 7.75 (197)  | 11.45 (291) | 16.00 (406) | 13.58 (345) | 11.74 (298) | 8.08 (205)  | 6.24 (158)  | 92.05 (2.338) |
| Số ngày giáng thủy trung bình                            | 18.8        | 15.7        | 16.8        | 17.0        | 19.3        | 22.6        | 24.7        | 25.3        | 24.3        | 25.1        | 23.4        | 22.1        | 254.9         |
| Số giờ nắng trung bình tháng                             | 176.7       | 186.0       | 217.0       | 213.0       | 220.1       | 195.0       | 155.0       | 142.6       | 132.0       | 133.3       | 135.0       | 142.6       | 2.048,3       |
| Nguồn 1: NOAA (chuẩn)                                    |             |             |             |             |             |             |             |             |             |             |             |             |               |
| Nguồn 2: Đài Thiên văn Hồng Kông (số giờ nắng 1961–1990) |             |             |             |             |             |             |             |             |             |             |             |             |               |

## Nhân khẩu
Theo Điều tra Dân số Hoa Kỳ năm 2000, dân số của Guam là 154.805 Dân số ước tính năm 2007 cho Guam là 173.456. Cho đến năm 2005, sự gia tăng dân số hàng năm là 1,76%. Nhóm dân đông nhất là người bản xứ Chamorros, chiếm 57% tổng dân số. Nhóm dân lớn thứ nhì là người Philippines chiếm 25.5%, người da trắng 10%, Việt Nam, Trung Hoa, Nhật, Triều Tiên và các nhóm dân khác. Ngày nay, Giáo hội Công giáo Rôma là tôn giáo lớn nhất chiếm 85%. Ngôn ngữ chính của đảo là tiếng Anh và tiếng Chamorro.
Những người Việt chọn lựa ở lại và sinh cư lập nghiệp tại Guam không tới 200 người. Hiện tại, Guam có tới bảy tám tiệm ăn do người Việt Nam làm chủ, tiệm nào cũng có món phở nhưng người địa phương thích nhất là món hủ tiếu nấu theo kiểu Việt Nam mà họ gọi là combination soup. Ở Guam chỉ có hai bác sĩ người Việt, còn phần đông là buôn bán. Có người từ California hay từ những tiểu bang khác qua Guam mở quán Karaôkê hay hộp đêm để phục vụ du lịch.

## Văn hóa
Văn hóa Chamorro truyền thống được thể hiện trong điệu múa, đi biển, nấu ăn, bắt đánh cá, các trò chơi (như batu, chonka, estuleks, và bayogu), các bài hát và kiểu cách bị ảnh hưởng bởi sự di dân của những người từ những nơi khác đến. Chính sách của Tây Ban Nha thời thuộc địa (1668-1898) là một chính sách thu phục và khuyến khích cải đạo sang Giáo hội Công giáo Rôma. Tình trạng dẫn đến việc loại dần các chiến binh nam của Guam và đẩy người Chamorro ra khỏi quê hương của họ.
Sử gia Lawrence Cunningham vào năm 1992 có viết "Theo ý nghĩ của người Chamorro, vùng đất và các sản phẩm từ đất sinh ra thuộc về mọi người. Inafa'maolek, hay là phụ thuộc liên đới, là chìa khóa hay giá trị trung tâm trong văn hóa Chamorro... Inafa'maolek phụ thuộc vào một tinh thần hợp tác. Đây là ý nghĩa cốt lõi rằng mọi thứ trong văn hóa Chamorro xoay tròn quanh nhau. Mối quan tâm mạnh mẽ là vì nhau hơn là chủ nghĩa cá nhân và quyền tư hữu."
Văn hóa cốt lõi của Chamorro là sự kết hợp phức tạp quy định xã hội đặt trọng tâm vào sự kính trọng: Từ việc hôn bàn tay của người già, lưu truyền những huyền thoại, bài hát, và các nghi lễ tán tỉnh, đến việc một người cầu xin tha thứ từ tổ tiên đã khuất khi đi vào rừng sâu. Những phong tục tập quán có từ trước khi Tây Ban Nha xâm chiếm bao gồm làm thuyền galaide, làm nhạc cụ belembaotuyan,...

### Chính quyền
- Congresswoman Madeleine Z. Bordallo, Delegate, U.S. Congress Lưu trữ ngày 26 tháng 10 năm 2008 tại Wayback Machine
- Guam Customs and Quarantine Agency
- Guam Election Commission
- Guam Code Annotated Lưu trữ ngày 12 tháng 1 năm 2009 tại Wayback Machine
- Guam Department of Revenue and Taxation

### Tin tức
| Tìm hiểu thêm về Guam tại các dự án liên quan |                                   |
| Tìm kiếm Wiktionary                           | Từ điển từ Wiktionary             |
| Tìm kiếm Commons                              | Tập tin phương tiện từ Commons    |
| Tìm kiếm Wikinews                             | Tin tức từ Wikinews               |
| Tìm kiếm Wikiquote                            | Danh ngôn từ Wikiquote            |
| Tìm kiếm Wikisource                           | Văn kiện từ Wikisource            |
| Tìm kiếm Wikibooks                            | Tủ sách giáo khoa từ Wikibooks    |
| Tìm kiếm Wikiversity                          | Tài nguyên học tập từ Wikiversity |

- Marianas Variety "Guam's only true independent news source"
- Pacific Daily News, A Gannett Newspaper Lưu trữ ngày 15 tháng 2 năm 2008 tại Library of Congress Web Archives
- KUAM, Guam's Primary News Channel
- "Pacific News Center - News You Can Trust Lưu trữ ngày 14 tháng 5 năm 2008 tại Wayback Machine

### Tổng quan
- allthingsguam A Guam History resource—virtual textbook, virtual workbook and more
- Guampedia from the Guam Humanities Council and the University of Guam
- Open Directory Project - Guam Lưu trữ ngày 30 tháng 10 năm 2007 tại Wayback Machine directory category
- U.S. Library of Congress - Portals to the World: Guam
- The World Factbook on Guam Lưu trữ ngày 3 tháng 12 năm 2013 tại Wayback Machine
- Guam Portal - Guam directory and internet portal.

### Quân sự
- Commander, Naval Forces Marianas (COMNAVMAR) Guam Lưu trữ ngày 19 tháng 10 năm 2008 tại Wayback Machine
- Andersen Air Force Base (AAFB) Guam
- War in the Pacific - Liberation of Guam
- Congressional Testimony - Guam War Claims Lưu trữ ngày 8 tháng 10 năm 2008 tại Wayback Machine

### Du lịch
- Wikitravel's Guide to Guam
- Guam Visitors Bureau Lưu trữ ngày 9 tháng 5 năm 2008 tại Wayback Machine
- Guam Portal Lưu trữ ngày 20 tháng 10 năm 2008 tại Wayback Machine

### Những thông tin khác
- Guam Chamber of Commerce
- Maps - Perry-Castañeda Library Map Collection
- Wikimedia Atlas của Guam
- Dữ liệu địa lý liên quan đến Guam tại OpenStreetMap